# Jonas Hellborg

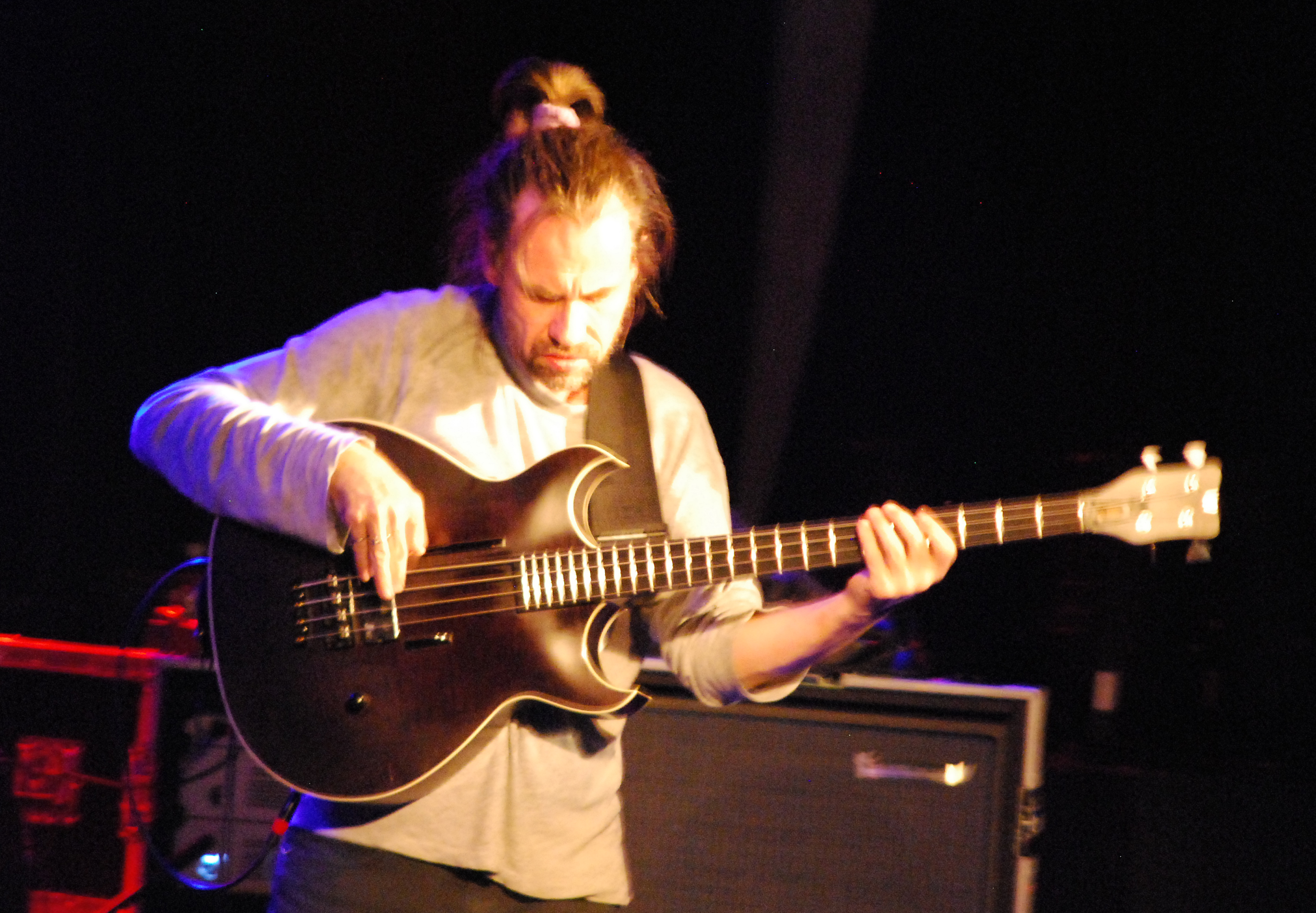
Jonas Hellborg 2011

Jonas Hellborg (* 7. Juni 1958 in Göteborg) ist ein schwedischer Fusion- und Jazzmusiker (Bassgitarre, Komposition). Er gilt als einer der innovativsten und versiertesten Bassisten der modernen Musikgeschichte.

## Werdegang
Hellborg erlernte bereits als Kind das Bassspiel und begann im Alter von sechzehn Jahren eine Ausbildung in klassischer und Jazzmusik. 1981 wurde er zum Montreux Jazz Festival eingeladen, wo Michael Brecker auf ihn aufmerksam wurde, der ihn nach New York City brachte. Dort lernte er den Perkussionisten Reebop Kwaku Baah kennen, mit dem er bis zu dessen Tod in London an dem Album „Melodies in a Jungle Man's Head“ arbeitete, das 1983 erschien.
1982 gründete Hellborg das eigene Plattenlabel Day Eight, wo er 1983 sein erstes Soloalbum „The Bassic Thing“ herausbrachte. Mit Michael Joseph Smith und Michael Shrieve erschien das Album „All Our Steps“. In dieser Zeit begann seine Zusammenarbeit mit John McLaughlin, der ihn zur Mitarbeit in seinem Mahavishnu Orchestra einlud. Nach zwei Welttourneen mit dem Orchester begann er 1985 im Duett mit McLaughlin aufzutreten. Daneben nahm er mit Bernie Worrell, Bernard Fowler und Anton Fier das Album „Axis“ auf. 1986 folgte eine erneute Tournee und das Album „Adventures in Radioland“ mit dem Mahavishnu Orchestra. 
Im gleichen Jahr nahm er mit Worrell und Ginger Baker das Album „Bass“ auf und mit Jochen Schrumpf, Thomas Bettermann, Waldo Karpenkiel und Klaus Dapper die CD „Kollektiv“. 1988 unternahm er mit McLaughlin und Trilok Gurtu eine USA-Tournee und nahm mit Gurtu und Ulf Wakenius das Album „Adfa“ auf.
Mit Aydın Esen und Kenwood Dennard gründete er die Jonas Hellborg Group, die später in der Besetzung mit Anders Nord und Jaime Salazar und schließlich mit Jens Johansson und Anders Johansson auftrat. In dieser Besetzung erschien das Album „E“.
1990 begann seine Zusammenarbeit mit Bill Laswell, mit dem er die Greenpoint Recording Studio in New York gründete. Laswell produzierte Hellborgs Album „The Word“ mit Tony Williams und einem Streichquartett, auf dem Hellborg erstmals die von Abraham Wechter entwickelte akustische Bassgitarre spielte. Auf dem gleichen Instrument spielte Hellborg sein Soloalbum „The Silent Life“ ein. Nach einer Europatournee 1992 und einem Parisaufenthalt 1993 unternahm er 1995 eine Tournee durch China, daneben erschienen in dieser Zeit mehrere Alben wie z. B. "Octave of the Holy Innocents" zusammen mit Buckethead und Michael Shrieve.
Von 1996 bis 1999 nahm er mit Shawn Lane und Jeff Sipe die Alben „Temporal Analogues of Paradise“, „Time is the Enemy“ und „Zenhouse“ auf. Auf einer Syrien-Tournee mit arabischen Musikern entstand in Damaskus und Aleppo das Live-Album „Aram of the Two Rivers“. 
2000 war er mit Lane und V. Selvaganesh auf Tournee und nahm mit ihnen das Album „Good People in Times of Evil“ auf. 2003 erschien das Album „Icon“ mit Shawn Lane, V. Umamahesh, V. Umashankar und V. Slevaganesh, 2004 die Alben „Temporal Analogues of Paradies“, und „Octaves of the Holy Innocents“ sowie die DVD „Paris“. Gemeinsam mit Sultan Khan und Fazal Qureshi veröffentlichte er 2005 „World Music Friends Across Boundaries“.
2006 gab es eine neue Ausgabe der Hellborg Group. Mit dabei waren Mattias Eklundh und Zoltan Csörsz Jr. Zudem gründete Helloborg mit Jens and Anders Johansson, Selvaganesh und Eklundh die Band Art Metal, deren Debütalbum Vyakhyan-Kar 2007 erschien; die Band tourte ausgiebig. Hellborg spielte auch mit Herman Kathans Busch-Werk, um 2011 Trance und im Jahr darauf die Live-DVD Purple Mind zu veröffentlichen. 2014 veröffentlichte Art Metal (jetzt als Trio mit Eklundh und dem Schlagzeuger Ranjit Barot) das Album The Jazz Raj.
2022 arbeitete Hellborg mit Devin Townsend an dem Studioalbum Lightwork. Mit Ana Patan war er auf ihrem Album Spice, Gold and Tales Untold zu hören.